# Узмень (Фировский район)
Узмень — деревня в Фировском районе Тверской области. Входит в состав Рождественского сельского поселения.
Расположена в 18 километрах к северу от районного центра посёлка Фирово, на берегу озера Глыби.
Население по переписи 2010 года — 3 человека.
Население по переписи 2002 года — 9 человек (89% русские).